# Hawkesbury (Gloucestershire)
Hawkesbury – osada w Anglii, w hrabstwie ceremonialnym Gloucestershire, w dystrykcie (unitary authority) South Gloucestershire. Leży 24 km na północny wschód od miasta Bristol i 153 km na zachód od Londynu.